# Bisdom Nova Friburgo
Het bisdom Nova Friburgo (Latijn: Dioecesis Neo-Friburgensis) is een rooms-katholiek bisdom met als zetel Nova Friburgo, in Brazilië. Het bisdom is suffragaan aan het aartsbisdom Niterói.

## Geschiedenis
Het bisdom werd opgericht op 26 maart 1960, uit delen van het aartsbisdom Niterói en de bisdommen Campos en Valença. 

## Parochies
Het bisdom had in 2021 een oppervlakte van 9.819 km2 en telde 946.680 inwoners waarvan 73,8% rooms-katholiek was.

## Bisschoppen
- Clemente José Carlos Isnard (23 april 1960 - 17 juli 1992)
- Alano Maria Pena (24 november 1993 - 24 september 2003)
- Rafael Llano Cifuentes (12 mei 2004 - 20 januari 2010)
- Edney Gouvêa Mattoso (20 januari 2010 - 22 januari 2020)
  - Paulo Antônio de Conto (apostolisch administrator: 22 januari 2020 - 4 juli 2020)
- Luiz Antônio Lopes Ricci (6 mei 2020 - heden)

Niterói (aartsbisdom) · Campos · Nova Friburgo · Petrópolis